# 中村元勝
中村 元勝（なかむら もとかつ）は、戦国時代から江戸時代初期の武将。

## 略歴
尾張国愛知郡広江の人。父の元利は天文7年（1538年）まで那古野城主を務めた今川氏豊の家臣だったが戦死したため、幼少の元勝は母に連れられて郷里の東光寺で仏門に入り忠禅と号した。成人してから射術に傾倒したため、住僧に咎められたのを憤り、本尊の薬師如来像を射抜いて出奔、還俗した。最初は駿河国の今川氏真に仕える。仕官間もない頃まだ蓄髪が十分でなかったため、赤い布を頭に巻いて大いに武功を挙げたため「赤手拭」の異名をとったといわれ、その戦功で知行200貫を与えられた。永禄11年（1568年）武田信玄の侵攻により今川氏真が遠江掛川城に逃れるとこれに従い、翌年の徳川家康との戦いでは水野忠重の部隊と戦いよく守ったが、自らも鉄砲に当たって負傷した。開城後は今川氏を辞して郷里に帰った。
その後は織田信雄に仕官を求められ、やがて1,500貫文を領した。信雄の改易後は豊臣秀次に2,000石の弓頭として仕え、その死後も安堵を受けて豊臣秀吉の直臣となった。慶長5年（1600年）会津征伐とそれに続く関ヶ原の戦いでは徳川家康に属し、福島正則らとともに本隊に先んじて尾張へ下って案内役を務めた。戦後は尾張の国主となった松平忠吉の家臣となり、3,000石。慶長12年（1607年）徳川義直が尾張藩主となると引き続きこれに仕えた。慶長15年（1610年）67歳で没。